# Roberto González
Roberto Eudes González Segovia est le ministre de la Défense du Paraguay du 4 mars 2004 au 15 août 2008.